# 26715 Сауз Дакота
26715 Сауз Дакота (26715 South Dakota) — астероїд головного поясу, відкритий 16 квітня 2001 року.
Тіссеранів параметр щодо Юпітера — 3,351.